# Kengo Nakamura
Kengo Nakamura (Kodaira, 31 de Outubro de 1980) é um ex-futebolista profissional japonês que atuava como meio-campista. É considerado o maior ídolo do Kawasaki Frontale, clube que defendeu durante toda a sua carreira.

## Títulos
Kawasaki Frontale
- Campeonato Japonês: 2017, 2018
- Copa do Imperador: 2020
- Copa da Liga Japonesa: 2019
- Supercopa do Japão: 2019
- J2 League: 2004

### Premiações
- Seleção dos melhores da J-League: 2006, 2007, 2008, 2009, 2010
- Japanese Footballer of the Year: 2016
- J.League MVP Award: 2016
- J.League 30th Anniversary Team[4]